# Północno-Amerykańskie Studium Spraw Polskich
Północno-Amerykańskie Studium Spraw Polskich – wspólna amerykańsko-kanadyjska instytucja emigracyjna istniejąca od 1976 do 1996 roku. Jej głównym zadaniem było gromadzenie wiadomości o represjach i łamaniu praw człowieka w Polsce. 

## Historia i działalność
Studium było w równej mierze inicjatywą polityczną jak i naukową. Jego inauguracja odbyła się w Chicago w dniach 29-30 maja 1976 roku.  Przewodniczącym Rady został Jerzy Lerski, przewodniczącym Komitetu Wykonawczego zaś Andrzej Ehrenkreutz. Studium jako organizacja zgłosiło akces do Kongresu Polonii Amerykańskiej i Kanadyjskiej. Działalność Północno-Amerykańskiego Studium Spraw Polskich koncentrowała się na kilku płaszczyznach. Z jednej strony prowadzono akcję odczytową w środowiskach amerykańskich, głównie uniwersyteckich i polonijnych na tematy polskie, z drugiej zaś wydawano politologiczny miesięcznik "News Studium Abstract" i "Studium Papers". Ważną sferą działalności Studium była także dbałość o rzetelne prezentowanie w amerykańskich i kanadyjskich mediach spraw polskich i reagowanie na wszelkie nieścisłości, zwłaszcza odnoszące się do krajowej opozycji demokratycznej. Główną rolę w tym zakresie odegrał Jan Nowak-Jeziorański. W 1987 nowym przewodniczącym Komitetu Wykonawczego Studium został Piotr Święcicki. W 1991 
ustąpił z funkcji na rzecz Tomasza Arciszewskiego. Kolejnym przewodniczącym w latach 1993-1996 był Stanisław Bask-Mostwin. W 1996 Studium zaprzestało działalności. 